# Вулиця Толбухіна (Мелітополь)
Вулиця Толбухіна (також Вулиця Маршала Толбухіна) — вулиця в Мелітополі, в історичному районі Піщане. Починається від проспекту Богдана Хмельницького, закінчується проїздом, що веде до вулиць Бєлякова і Болганської. Складається з приватного сектора.

## Назва
Вулиця названа на честь Федора Толбухіна — радянського маршала, який керував звільненням Мелітополя від німецьких загарбників в ході Німецько-радянської війни.

## Історія
Рішення про прорізку та найменування вулиці прийняте 25 березня 1960 року.